# Neoplocaederus viridescens
Neoplocaederus viridescens är en skalbaggsart som först beskrevs av Atkinson 1953.  Neoplocaederus viridescens ingår i släktet Neoplocaederus och familjen långhorningar.
Artens utbredningsområde är:
- Ghana.
- Senegal.
- Sierra Leone.
- Togo.

Inga underarter finns listade i Catalogue of Life.